# Kubat
Kubat ist ein türkischer männlicher Vorname und Familienname.
Unabhängig vom türkischen Namen kommt der Familienname Kubat, auch in der Form Kubát, auch in anderen Sprachen vor.

## Namensträger

### Familienname

#### Türkischer Name
- Çağla Kubat (* 1979), türkisches Model, Schauspielerin und Windsurferin
- Enes Kubat (* 1994), türkischer Fußballspieler

#### Andere Sprachen
- Andreas Kubat (* 1973), deutscher Musiker, siehe Northern Lite
- Bohumil Kubát (1935–2016), tschechischer Ringer
- Eduard Kubat (1891–1976), deutscher Filmproduzent
- Michaela Kubat (* 1972), deutsche Fußballspielerin
- Reinhard Kubat (* 1958), deutscher Politiker (SPD)
- Rico Kubat (* 1971), deutscher Boxer